# Été musical de Saint-Robert
 (avril 2013).
Si vous disposez d'ouvrages ou d'articles de référence ou si vous connaissez des sites web de qualité traitant du thème abordé ici, merci de compléter l'article en donnant les références utiles à sa vérifiabilité et en les liant à la section « Notes et références ».
Le Festival de Saint Robert (anciennement appelé Été musical de Saint-Robert) est un festival de musique classique créé en 1972 qui se déroule chaque année à Saint-Robert, en Corrèze aux confins du Limousin et de la Dordogne. Il accueille chaque année des concerts de musique de chambre et une exposition.

## Historique
Créé en 1972, l'Été musical est l'un des plus anciens du sud-ouest de la France après celui de La Chaise-Dieu. Chaque année, depuis 40 ans, il permet à de grands artistes ainsi qu'à des talents naissants de venir exercer leur art tant en musique de chambre qu'en musique vocale ou en musique du monde.
Organisé par l'association des « Amis de Saint-Robert », élargie à la communauté de communes du Pays de l'Yssandonnais, le festival regroupe donc tous les amoureux du village et de sa région. La direction artistique du festival a été confiée depuis 2008 au chef d'orchestre français Nicolas Krauze.
Depuis sa création, le festival a reçu plus de 350 artistes.

### Programmation 2008

#### Musique de chambre
- Mardi 29 juillet : Duo Marielle Nordmann (harpe) / Stéphanie Fontanarosa (piano) : Schubert, Ravel, Vivaldi, Albeniz
- Dimanche 3 août : Orchestre de chambre Nouvelle Europe, direction Nicolas Krauze : Tchaïkovski, Rachmaninov, Chostakovitch
- Mardi 12 août : Duo Dimitri Maslennikov (violoncelle)/ Wolfram Schmitt-Leonardy (piano) : Beethoven, Bloch, Franck
- Mardi 19 août : Nicolas Baldeyrou (clarinette) et le Trio George Sand (Anne-Lise Gastaldi (piano) / Virginie Buscail (violon) / Nadine Pierre (violoncelle)) : « Autour d’Olivier Messiaen » : programme composé de l’Offrande Musicale de J.S. Bach et du Quatuor pour la fin du temps de Messiaen.

#### Musique du monde
- Mercredi 23 juillet – (Objat) : Belleville Quartet (jazz)
- Jeudi 24 juillet – (Saint-Aulaire) : Ensemble Jachet de Mantoue : musique Renaissance sacrée et profane
- Jeudi 7 août - (Yssandon) : Tchaas (musique et voix tsiganes)

### Programmation 2010

#### Musique classique
- Mardi 20 juillet : Maîtrise de Brive
- Mardi 3 août : Quatuor Tercea avec Claire Bucelle (violon), Anne Camillo (violon), Céline Tison (alto), Pauline Buet (violoncelle) : Mendelssohn, Schubert
- Vendredi 6 août : Jordi Savall (Dessus et Basse de Viole de gambe) Ferran Savall (Voix et Théorbe) : Marin Marais, musique traditionnelle de Catalogne, musique séfarade
- Dimanche 8 août : Bruno Ory-Lavollée (piano), Julie Cherrier (soprano), Philippe Murgier (récitant)
- Mardi 10 août : Trio Suleika avec Maurice Lammerts van Bueren (piano), Sanne Hunfeld (violon), Pepijn Meeuws (violoncelle) : Turina, Martin, Ravel, Dvorak
- Jeudi 12 août : l'Orchestre de chambre Nouvelle Europe avec Jakob Koranyi (violoncelle), direction Nicolas Krauze : Beintus, Britten, Haydn, Tchaïkovski

#### Musiques du monde
- Mercredi 23 juillet : Lady Bird Jazz
- Jeudi 22 juillet : Gueules de Nuit : hommage à Barbara
- Mardi 27 juillet : l'Ensemble Suonare e Cantare : La Route des Épices

#### Exposition
- Barbara Navi, peintures
- François Vigorie, sculpteur sur verre

### Programmation 2011

#### Musique classique
- Lundi 1er août : Trio Atanassov
- Mercredi 3 août : Quintette Magnifica avec Shigeko Hata
- Mardi 9 août : Sofia Gulbadamova
- Mercredi 10 août : Lise de la Salle piano, Orchestre de chambre Nouvelle Europe, clarinette
- Vendredi 12 août : Alice Gulipian et Magali Paliés avec l'Orchestre de chambre Nouvelle Europe

#### Exposition
- Jean-Claude Morchoisne, dessins caricatures
- Claude Chardavoine, sculpteur de bois salés

### Programmation 2012

#### Musique classique
- Samedi 21 juillet : Ouverture du festival 17h Quatuor Poussière d'étoile 21h Roustem Saïtkoulov
- Vendredi 27 juillet : Orchestre de chambre Nouvelle Europe, direction Nicolas Krauze avec Marat Bisenkaliev, violon
- Mercredi 1er août : Marielle Nordmann, harpe et Nemanja Radulovic, violon
- Vendredi 3 août : Jordi Savall viole de Gambe
- Mercredi 8 août : Emmanuel Rossfelder, guitare
- Vendredi 10 août : François-René Duchâble, piano avec Alain Carré, récitant

#### Musiques du monde
- Lundi 30 juillet : Otxote Lurra chœur basque

#### Exposition
- Rétrospective : 40 années de rencontres et d'émotions artistiques

## Participants au festival

### Piano
- Roustem Saïtkoulov
- Claire-Marie Le Guay
- Bruno Ory-Lavollée
- Wilfried Humbert
- Nicole Afriat
- Erik Berchot
- Florent Boffard
- Philippe Cassard
- Frederic Chiu
- Jean-Gabriel Ferlan
- Janusz Olejniczak
- Théodore Paraskivesco
- Jean-Claude Pennetier
- Chantal Stigliani
- Georges Arvanitas
- Greg Hunter
- Thomas Wojak
- Michael Davidson
- Marc Laforet
- Éric Le Sage

### Orgue
- François-Henri Houbart

### Clavecin
- Ton Koopman
- Tini Mathot

### Violon
- Nemanja Radulovic
- Marianne Piketty
- Jean Estournet
- Jean-Jacques Kantorow
- Gérard Poulet
- Jean-Marc Philipps
- Patrice Fontanarosa
- Dmitri Sitkowetski

### Violoncelle
- Jakob Koranyi
- Xavier Gagnepain
- Christophe Henkel
- Catalin Ilea Meier
- Manfred Stilz
- Michel Strauss

### Alto
- Gérard Caussé

### Trompette
- Bernard Soustrot
- Éric Aubier
- Guy Touvron

### Flûte
- Philippe Depétris
- Clara Novakova
- Pierre-André Valade
- Manfred Stilz

### Clarinette
- Jean-Louis Gauche
- Nicolas Baldeyrou

### Guitare
- Alexandre Lagoya
- Emmanuel Rossfelder

### Harpe
- Marielle Nordmann
- Elizabeth Fontan-Binoche

### Viole de gambe
- Jordi Savall
- christophe Coin

### Chant
- Liz Mac Comb
- Isabelle Poulenard
- Véronique Dietschy
- Luce Herbert
- Nicole Monestier
- Noémie Nadelman
- Sophie Norton
- Gian Carlo Ruggieri
- Peter Kooij
- John Elwes

### Ensembles vocaux
- Ensemble Sagittarius
- Ensemble Jachet de Mantoue
- Ensemble Métamorphose
- Hans Sachs Chor de Nuremberg
- Ensemble Venance Fortunat
- Les Cosaques de l'Oural
- Ensemble A Sei Voci
- Ensemble Voskrossenie
- Chœur Saint Jean de Rila
- Otxote Lurra

### Musique de chambre
- Duo Wiart - Etievant
- Trio Suleika
- Trio Debussy
- Trio Iris
- Trio Camille Saint Saëns
- Opustrio
- Gesse Foundation de Washington
- Quatuor Tercea
- Quatuor Debussy
- Quatuor Enesco
- Quatuor Parrenin
- Quatuor Élysée
- Quatuor Castagneri
- Quatuor Goodman
- Sharon Quartet
- Quatuor des Trombones de Paris
- Quatuor des Graviers
- Quintette de Cuivre de Budapest
- Sacqueboutiers de Toulouse

### Ensembles instrumentaux
- Orchestre de chambre Nouvelle Europe (OCNE)
- Ensemble HOPE - Cristal BASCHET
- Le Capriccio Français
- Ensemble BWV
- Ensemble instrumental Andrée Colson
- Orchestre de chambre du Limousin
- Ensemble Alexandre Stajic
- Capella Arcis de Varsovie
- Les Virtuoses de France
- Orchestre Brixi de Pargue
- Ensemble baroque de Limoges
- Ensemble de musique baroque «Orphée»
- Ensemble Epsilon
- Ensemble Witiza

### Jazz
- Jazzlight Quartet
- Orchestre de jazz du Limousin
- Georges Arvanitas
- Christophe Joneau Quartet
- Black & White Quartet
- David et Roselyn (New Orleans)
- Richard Heanney - Andrea Ingham

### Ensembles avec récitant
- Jeff Cohen, François Daudin Clavaud et Marie-Christine Barrault
- Erik Berchot et Philippe Étesse
- Alain Carré

### Divers
- Groupe de Musique vivante de Lyon
- Quatuor malgache Mavana